# Parallelia smithii
Parallelia smithii là một loài bướm đêm trong họ Erebidae.